# Collazos de Boedo
Collazos de Boedo é um município da Espanha na província de Palência, comunidade autónoma de Castela e Leão, de área  km² com população de 146 habitantes (2007) e densidade populacional de 7,35 hab/km².

## Demografia
| Variação demográfica do município entre 1991 e 2004 | Variação demográfica do município entre 1991 e 2004 | Variação demográfica do município entre 1991 e 2004 | Variação demográfica do município entre 1991 e 2004 |
| --------------------------------------------------- | --------------------------------------------------- | --------------------------------------------------- | --------------------------------------------------- |
| 1991                                                | 1996                                                | 2001                                                | 2004                                                |
| 186                                                 | 176                                                 | 152                                                 | 153                                                 |